# 推し、燃ゆ
『推し、燃ゆ』（おし、もゆ）は、宇佐見りんの2作目の長編小説。2020年7月に発売された『文藝』秋季号にて発表され、2020年9月に河出書房新社から出版された。
第164回（2020年度下半期）芥川龍之介賞を受賞。21歳での芥川賞受賞は綿矢りさ、金原ひとみに次ぐ歴代三番目の若さである。「2023年本屋大賞」では9位を獲得した。2023年7月時点で累計発行部数は80万部を突破している。

## あらすじ
主人公・あかりは、学校でも家族ともうまくいっていない女子高生。唯一の生きがいは、8歳年上の男性アイドル真幸を"推す（応援する）"こと。ある日、真幸がファンを殴るという事件が発生し、炎上し、歯車が少しずつ狂い始める。

## 登場人物
- あかり - 本作の主人公。家族構成は、姉のひかり、母、父（海外に単身赴任中）。
- 上野 真幸（うえの まさき） - 男女混合アイドルグループ「まざま座」メンバー。1992年8月15日生まれ、兵庫県出身。あかりの「推し」。
- 祖母 - 主人公の母方の祖母。家族に海外赴任の話が持ちかかった際、夫に先立たれた私を一人残すのかと引き止め、父の単身赴任となった。
- 成美 - 主人公の学校での友達。

## 評価
平野啓一郎は、選考委員として本作を芥川賞に推したと言明したうえで、若いにもかかわらず「けざやか」という語を思わせるほど熟達しているが、主題には新味が無いと評した。

## 書誌情報
- 宇佐見りん 『推し、燃ゆ』 河出書房新社、2020年9月11日発売[5]、ISBN 978-4-309-02916-0
- 宇佐見りん 『推し、燃ゆ』 河出文庫、2023年7月26日発売[6]、ISBN 978-4-309-41978-7

## オーディオブック
2022年2月8日からオーディオブックサービスのaudiobook.jpで、三澤紗千香の朗読が配信されている。同年のオーディオブック大賞2022で本作が「文芸部門準大賞」を受賞した。